# 1637 en littérature
| Années de la littérature : 1634 - 1635 - 1636 - 1637 - 1638 - 1639 - 1640    |
| Décennies de la littérature : 1600 - 1610 - 1620 - 1630 - 1640 - 1650 - 1660 |

Cet article présente les faits marquants de l'année 1637 en littérature.

## Événements
- 7 janvier : succès de la première représentation du Cid, tragi-comédie de Pierre Corneille au Théâtre du Marais. Corneille est accusé par ses rivaux de plagiat d’une comédie écrite par Guillén de Castro, de contrevenir aux règles du théâtre classique et de heurter la bienséance. La « querelle du Cid » commence[1].

- Novembre : John Milton écrit Lycidas, une élégie pastorale publiée en 1638 dans le recueil Justa Edouardo King Naufrago[2].

## Parutions
- 1er avril : Georges de Scudéry, Observations sur le Cid : ensemble l'Excuse à Ariste et le Rondeau, Paris, 1637 (présentation en ligne). L’ouvrage ouvre la « Querelle du Cid »[3].
- 8 juin : achevé d'imprimer à Leyde chez Jan Maire de la première édition, en français, du Discours de la méthode publié anonymement par René Descartes[4]. L'ouvrage a dans un premier temps un succès mitigé, mais marque un tournant majeur dans la philosophie occidentale, par le fait qu'il remet en cause la suprématie de la scolastique enseignée dans les universités européennes, qui faisait la réconciliation entre la philosophie d'Aristote et le christianisme. D'autres éditions en latin et en français suivent[5].
- Décembre : Jean Chapelain, Les Sentimens de l'Académie françoise sur la question de la Tragicomédie du Cid. (présentation en ligne). Ils mettent fin à la querelle.

- Jean Claveret, Lettre du sieur Claveret, au sieur Corneille, soy disant autheur du Cid, Paris, 1637 (présentation en ligne).
- François de La Mothe Le Vayer, Petit discours chrestien de l'immortalité de l'âme, Paris, Jean Camusat, 1637 (présentation en ligne).
- Baltasar Gracián, El Héroe (es) : (« Le Héros »), Huesca, Juan Francisco de Larumbe, 1637 (présentation en ligne), un traité de l'homme illustre idéal.
- María de Zayas, Novelas amorosas y ejemplares, Zaragoza, 1637 (présentation en ligne).
- Alonso de Castillo Solórzano, Aventuras del Bachiller Trapaza, Zaragoza, Pedro Vergés, 1637 (présentation en ligne).

## Naissances
- 15 février : Zebunnissa, poétesse sufi de l'Empire Moghol.

## Décès
- 6 août : Ben Jonson, dramaturge anglais de la Renaissance (né en 1572).